# Іллівка (Тульчинський район)
Іллі́вка — село в Україні, у Крижопільській селищній громаді Тульчинського району Вінницької області. У межах селищної громади належить до Крикливецького старостинського округу. Є селом-«супутником» більшого села Крикливець. До 2020 року входило до складу Крижопільського району Вінницької області та підпорядковувалося Крикливецькій сільській раді. За даними на 2025 рік, населення села становило 174 жителі.
Станом на XIX — початок XX століття Іллівка (Іллєве Поле) входила до Ольгопільського повіту Подільської губернії Російської імперії та перебувала у власності родини Бжозовських. В Українській РСР Іллівку було включено до Крижопільського району, спочатку в складі Тульчинської округи (1923—1930), згодом — Вінницької області (з 1932 року). Під час Другої світової війни Іллівка входила до румунської зони окупації з тимчасовою румунською цивільною управою — губернаторства Трансністрія (1941—1944).

## Географія
Село Іллівка знаходиться за 8 кілометрів від адміністративного центру територіальної громади, селища Крижопіль, і займає площу 0,49 км² (49 га).
За описом 1901 року, Іллівка (на той час присілок Іллєве Поле) лежало в трьох верстах на захід від Волосько-Крикливця (нині частина села Крикливець) та було розташоване на рівнині, південна й північна сторони якої сходили в котловину.
За даними на 1905 рік, Іллєве Поле знаходилося за 47 версти від повітового міста Ольгопіль і за 16 верст від волосного правління в Піщанці; найближча поштова, земська та залізнична станція були за 5 верст у Крижополі.

## Назва
У минулому Іллівка була відома як Іллєве Поле (Iłowe Pole, Ильево-Поле) або Крикливецька Слобідка (Krzykliwiecka Słobódka, Крикливецкая слободка). У виданні Подільського губерського статистичного бюро 1925 року вживалася назва Ільково Поле (Ільківка). Також зустрічаються варіанти запису Іллеве Поле, Ільєве Поле та Ілієве-Поле.

## Адміністративна належність
У результаті адміністративно-територіальної реформи в Україні у 2020 році село Іллівка увійшло до Крижопільської селищної громади в складі Тульчинського району Вінницької області. У 2021 році Іллівка також увійшла до Крикливецького старостинського округу з центром у селі Крикливець, створеного в межах Крижопільської селищної громади.

### Історичні дані
- У Російській імперії станом на 1883—1917 роки село Іллівка (присілок Іллєве Поле) належало до Піщанської волості Ольгопільського повіту Подільської губернії[8][9][5][11].
- 7 (20) листопада 1917 року, відповідно до Третього Універсалу Української Центральної Ради, увійшло до складу Української Народної Республіки[17].
- В Українській СРР Іллівка увійшла до Крижопільського району[11], створеного в 1923 році при встановленні нового адміністративно-територіального поділу Поділля. Крижопільський район з 1923 до 1930 року входив до Тульчинської округи[18], у червні 1930 року був приєднаний до Вінницької округи[19], у вересні переведений у пряме підпорядкування Української СРР[20] та з 1932 року включений до складу новоствореної Вінницької області[21].
- Під час румунської окупації (1941—1944) Іллівка у складі Крижопільського району (Raionul Crijopol) була включена до Жугастрівського повіту (Județul Jugastru) губернаторства Трансністрія[22], що знаходилося під тимчасовою румунською цивільною управою.
- Станом на 1946 рік та в подальший період до 2020 року Іллівка залишалася в складі Крижопільського району Вінницької області — спочатку в межах Української РСР, з 1991 року — незалежної України. Іллівка підпорядковувалася Крикливецькій сільській раді[23][24][25].

## Історія
Див. також: Крикливець § Історія, Побережжя (регіон)
- Потоцькі

- Вінцентій Потоцький (до 1786 року)
- Станіслав Щенсний Потоцький (1786—1787)

- Собанські

- Каєтан Собанський (з 1787 року)

- Бжозовські

- Зенон Ізидор Бжозовський (станом на 1861 рік)
- Ян Бжозовський (станом на 1905 рік)

### У складі Речі Посполитої
У 1786 році Іллівка (присілок Іллєве Поле) згадується у зв'язку з продажем разом із сусідніми селами (зокрема, Крикливцями Волоським і Руським) попереднім власником Вінцентієм Потоцьким Станіславу Щенсному Потоцькому, а в 1787 році — перепродажем Станіславом Потоцьким Каєтану Собанському. Згодом поселення перейшло у власність Бжозовських.

### У складі Російської імперії
Станом на 1861 рік Іллєве Поле входило до складу соколовецького (соколівського) маєтку, власником якого був Зенон Ізидор Бжозовський (1806—1887). Окрім Іллєвого Поля та Соколівки, до маєтку також належали села Тернівка, Крикливець, Попелюхи, Чоботарка та Левків.
У квітні 1861 року жителі сіл соколівського маєтку відмовилися виконувати панщину та інші повинності, передбачені селянською реформою («Положенням» від 19 лютого). Виступ був придушений введеними військами (силами 1-го батальйону Мінського і 3-го батальйону Єлецького піхотних полків).
У 1870 році в 5 верстах від Іллєвого Поля було відкрито залізничну станцію Крижопіль, в 8 верстах — залізничну станцію Попелюхи, через які розпочався рух поїздів на новозбудованій дільниці Жмеринка — Бірзула Києво-Балтської залізниці. Станом на 1883 рік в Іллєвому Полі нараховувалося 365 десятин селянської землі та 1526 десятин панської землі (разом із Крикливцем).
З 1896 року в Іллєвому Полі була школа грамоти, що розміщувалася у власній будівлі. Станом на 1901 рік Іллєве Поле згадується як приписний присілок, що належав до парафії Волосько-Крикливця (нині частина села Крикливець). У 1905 році власником Іллєвого Поля був Ян Бжозовський.

### Визвольні змагання
Див. також: Крижопіль § Визвольні змагання, Бої за Вапнярку (1919), Бої за станцію Крижопіль (1920)
У 1919—1920 роках на території залізничної станції Крижопіль (за 5 верст від Іллівки) та на навколишніх землях відбувалися бойові дії між союзницькими військами УНР і Галицької армії та військами РСЧА і ЗСПР.

### Перший радянський період
У травні 1932 року повідомлялося, що в Іллівці, Волосо-Крикливці та Русо-Крикливці відбулися виступи жінок чисельністю до 200 осіб, які прийшли до сільрад, демонструючи хліб із жолудів, яким їм доводилося харчувалися, і вимагали видачі хліба для харчування, посівного матеріалу та обшуків у місцевих активістів на предмет прихованих запасів. За даними Державного політичного управління, у цих селах тривала підготовка до нападу на склади Союзхліба на станції Крижопіль.
Під час організованого радянською владою Голодомору 1932—1933 років померло щонайменше 43 жителі Іллівки.

### Друга світова війна
Під час Другої світової війни, з 22 липня 1941 року, Іллівка була окупована румунськими військами (гірським корпусом 3-ї румунської армії) та згодом включена в губернаторство Трансністрія, що знаходилося під тимчасовою румунською цивільною управою. 17 березня 1944 року Іллівка була зайнята радянськими військами (303-ю стрілецькою дивізією 73-го стрілецького корпусу 52-ї армії 2-го Українського фронту).

## Населення

### Чисельність
- За даними на 1882 рік, у присілку Іллєве Поле (Крикливецькій Слобідці) було 44 двори[7].
- За даними на 1883 рік, в Іллєвому Полі було 162 жителі[8].
- За даними на 1893 рік, в Іллєвому Полі було 110 дворів і 874 жителі[9].
- За переписом 1897 року в Іллєвому Полі було 549 жителів[10].
- За даними на 1905 рік, в Іллєвому Полі було 134 двори і 582 жителі[5].
- За даними на 1925 рік, у селі Ільково Поле (Ільківка) було 159 господарств і 699 жителів[11].
- За переписом 1989 року постійне населення села Іллівка становило 299 жителів. Наявне населення становило 288 жителів[32].
- За переписом 2001 року постійне населення Іллівки становило 260 жителів. Наявне населення становило 258 жителів[33][34].
- За даними на 1 січня 2023 року, населення Іллівки становило 188 жителів[3].
- За даними на 1 січня 2024 року, населення Іллівки становило 170 жителів[35].
- За даними на 1 січня 2025 року, населення Іллівки становило 174 жителі[36].

| Рік     | 1882 | 1883 | 1893 | 1897 | 1905 | 1925 | 1989 | 2001 | 2023 | 2024 | 2025 |
| ------- | ---- | ---- | ---- | ---- | ---- | ---- | ---- | ---- | ---- | ---- | ---- |
| Жителів | —    | 162  | 874  | 549  | 582  | 699  | 299  | 260  | 188  | 170  | 174  |
| Дворів  | 44   | —    | 110  | —    | 134  | 159  | —    | —    | —    | —    | —    |

### За статтю
- За переписом 1897 року в Іллєвому Полі серед 549 жителів були 287 чоловіків (52,28 %) та 262 жінки (47,72 %)[10].
- За переписом 1989 року в Іллівці серед 299 жителів постійного населення було 123 чоловіки (41,14 %) та 176 жінок (58,86 %). Серед 288 жителів наявного населення було 118 чоловіків (40,97 %) та 170 жінок (59,03 %)[32].
- За даними на 2024 рік, в Іллівці серед 170 жителів було зареєстровано 68 чоловіків (40 %), 72 жінки (42,35 %) та 30 дітей до 18 років (17,65 %)[35].
- За даними на 2025 рік, в Іллівці серед 174 жителів було зареєстровано 69 чоловіків (39,66 %), 72 жінки (41,38 %) та 33 дитини до 18 років (18,97 %)[36].

### За мовою
- За переписом 2001 року в Іллівці серед 260 жителів постійного населення 259 людей (99,62 %) вказали рідною мовою українську, 1 людина (0,38 %) — російську[33][37].

| Мова       | Кількість | Відсоток |
| ---------- | --------- | -------- |
| українська | 259       | 99,62 %  |
| російська  | 1         | 0,38 %   |
| Усього     | 260       | 100 %    |

### За релігією
- За переписом 1897 року в Іллєвому Полі серед 549 жителів було 549 православних (100 %)[10].

## Економіка
Станом на 2025 рік в Іллівці було зареєстровано 1 фермерське господарство.

## Транспорт
Через село Іллівка проходить автомобільна дорога загального користування місцевого значення О020902 Іллівка — Павлівка, що сполучається з територіальною автомобільною дорогою Т 0233 Вапнярка — Крижопіль — Піщанка — КПП «Загнітків».

## Соціальна сфера
Станом на 2023 рік в Іллівці на базі дитячого садочку діяв центр компактного проживання для внутрішньо переміщених осіб.

## Відомі люди
- Вівсяний Леонтій Михайлович (1899—1938) — бунчужний повстанського з'єднання «Запорозька Січ» отамана Юхима Божка (1919—1920). У лютому 1938 року арештований НКВС, 4 квітня 1938 року розстріляний у вінницькій тюрмі[42].
- Микитюк Володимир Анатолійович (1988—2023) — учасник російсько-української війни, солдат, стрілець-номер обслуги 3-го аеромобільного відділення 1-го аеромобільного взводу 2-ї аеромобільної роти 1-го аеромобільного батальйону 81-ї бригади. Житель Іллівки. Загинув 7 квітня 2023 року під час виконання бойового завдання біля селища Білогорівка Сєвєродонецького району Луганської області. Нагороджений орденом «За мужність» III ступеня (посмертно)[43].